# Jiuzhen (köpinghuvudort i Kina, Hubei Sheng, lat 30,75, long 113,21)
Jiuzhen (kinesiska: 九真) är en köpinghuvudort i Kina. Den ligger i provinsen Hubei, i den centrala delen av landet, omkring 100 kilometer väster om provinshuvudstaden Wuhan. Antalet invånare är 72 608. Befolkningen består av 33 641 kvinnor och 38 967 män. Barn under 15 år utgör 13,0 %, vuxna 15-64 år 78 %, och äldre över 65 år 7,0 %.
Runt Jiuzhen är det tätbefolkat, med 613 invånare per kvadratkilometer. Närmaste större samhälle är Jingling, 15,4 km sydväst om Jiuzhen. Trakten runt Jiuzhen består till största delen av jordbruksmark.
Genomsnittlig årsnederbörd är 1 371 millimeter. Den regnigaste månaden är juli, med i genomsnitt 192 mm nederbörd, och den torraste är december, med 18 mm nederbörd.